# Константинос Зервас
Константинос Зервас — грецький політик та громадський діяч. Випускник Університету Арістотеля та Браунського університету. Працював у бізнесі та комунальних підприємствах. З 2011 року працював в мерії Салоніків. Мер міста Салоніки з 2019 - 2023

## Біографія
Константинос Зервас народився в Салоніках. Здобув ступінь бакалавра з відзнакою у галузі цивільного будівництва в Університеті Арістотеля. Навчався в Браунському університеті (США), де здобув ступінь магістра 1989 року.
У 1994—1997 роках Зервас працював у раді директорів PAOK, де відповідав за міжнародні зв'язки. Тоді ж був інженером-консультантом з побудови критої баскетбольної арени в північному передмісті Салоніків. У 2010—2016 роках Зервас входив до ради директорів компанії «Attiko Metro S.A.»
Зервас був призначений заступником мера Салоніків з питань довкілля, якості життя та вільного простору з 2011 року. Серед проєктів, які він розпочав, була «Грецька мережа зелених міст» У 2013—2014 році був віце-мером з якості життя та головою Економічного комітету міста. У 2014—2019 був заступником мера з мобілізації громадян, молоді та спорту. У 2011—2014 роках Зервас також входив до наглядової ради Державного оркестру Салоніків, а також з 2013 року є членом центрального представництва Технічної палати Греції.
У зв'язку з закінченням терміну повноважень Янніса Бутаріса, Зервас 2018 року офіційно заявив про намір балотуватися в мери Салоніків. У травні 2019 році він зайняв друге місце як незалежний кандидат у першому турі виборів мера. У червні 2019 року Зервас був обраний мером з рекордною перевагою 67 % голосів.
1 вересня 2019 року вступив на посаду мера. Одним із завдань нового мера Салоніків є закінчення будівництва метрополітену, що тягнеться з 1986 року з перервами.